# Ilías Iliádis

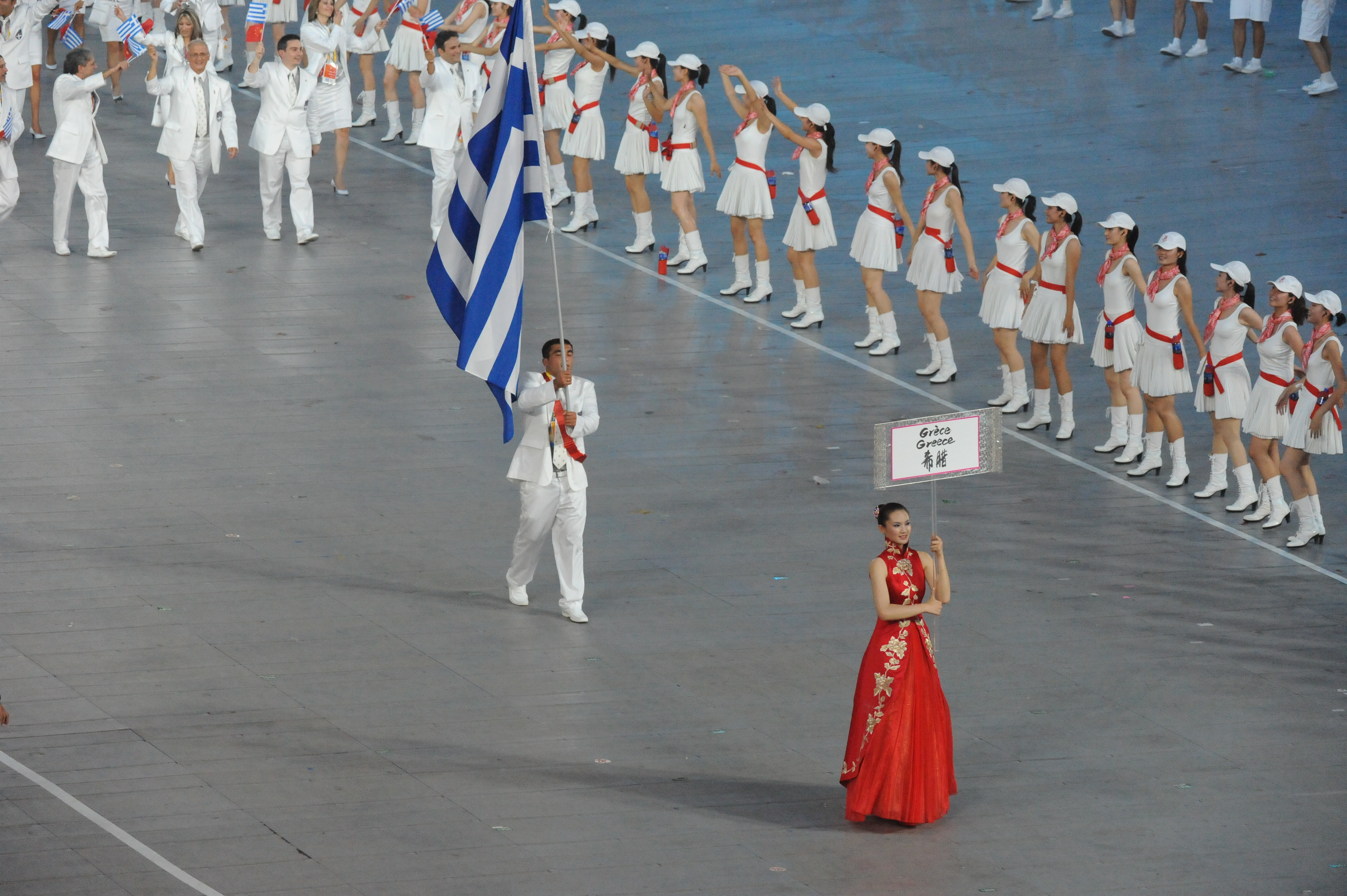
Ilías Iliádis, porte-drapeau grec à la cérémonie d'ouverture des Jeux olympiques d'été de 2008

Ilías Iliádis (en grec moderne : Ηλίας Ηλιάδης, né Jarji Zviadauri en géorgien : ჯარჯი ზვიადაური, le 10 novembre 1986 à Akhmeta en Géorgie) est un judoka grec.  Mesurant 1,78 m, Ilias Iliadis a commencé sa carrière dans la catégorie des moins de 81 kg, catégorie dans laquelle il devient champion olympique en 2004 à l'âge de 17 ans. Il passe ensuite dans la catégorie des moins de 90 kg et gagne de nombreux trophées jusqu'à sa retraite internationale en 2016. Il gagne notamment trois fois les championnats du monde de judo en 2010, 2011 et 2014.
Son cousin, Zurab Zviadauri, est également judoka et champion olympique.

## Carrière

### Les débuts prometteurs d'Iliadis
La première fois qu'Ilias Iliadis se fera connaître en Europe, alors qu'il a à peine 14 ans, sera lors d'une Coupe d'Europe cadet où il terminera 7e en 2001. Deux ans plus tard, il sera sacré champion d'Europe cadet, puis champion d'Europe juniors. L'année d'après, même en ayant terminé 3e au tournoi de Moscou, Hambourg et Paris, il réussit à faire champion d'Europe seniors et quelques mois plus tard le titre olympique à seulement 17 ans.

### Fin de carrière
Iliadis est éliminé contre toute attente au premier tour des Jeux olympiques 2016 à Rio par le Chinois Cheng Xunzhao. Il annonce sa retraite internationale à la sortie du tatami ; il est alors âgé de 29 ans. En octobre 2017, Iliadis annonce qu'il participera (via une vidéo de son sponsor) aux Championnats du monde de judo toutes catégories 2017 à Marrakech le 11 novembre 2017. Il perd en 16e de finale contre le Néerlandais Roy Meyer.

### Sponsor
Ilias Iliadis est sponsorisé par la marque allemande Adidas ,.

## Palmarès

### Jeux olympiques
- Jeux olympiques de 2004 à Athènes (Grèce) :
  -  Médaille d'or dans la catégorie des moins de 81 kg (poids mi-moyens)
- Jeux olympiques de 2012 à Londres (Royaume-Uni) :
  -  Médaille de bronze dans la catégorie des moins de 90 kg (poids moyens)

### Championnats du monde
- Championnats du monde 2005 au Caire (Égypte) :
  -  Médaille d'argent dans la catégorie des moins de 90 kg (poids moyens).
- Championnats du monde 2007 à Rio de Janeiro (Brésil) :
  -  Médaille d'argent dans la catégorie des moins de 90 kg (poids moyens).
- Championnats du monde 2010 à Tōkyō (Japon)
  -  Médaille d'or dans la catégorie des moins de 90 kg (poids moyens).
- Championnats du monde 2011 à Paris (France)
  -  Médaille d'or dans la catégorie des moins de 90 kg (poids moyens).
- Championnats du monde 2013 à Rio de Janeiro (Brésil)
  -  Médaille de bronze dans la catégorie des moins de 90 kg (poids moyens).
- Championnats du monde 2014 à Tcheliabinsk (Russie)
  -  Médaille d'or dans la catégorie des moins de 90 kg (poids moyens).

### Championnats d'Europe
- Championnats d'Europe 2004 à Bucarest (Roumanie) :
  -  Médaille d'or dans la catégorie des moins de 81 kg (poids mi-moyens).
- Championnats d'Europe 2010 à Vienne (Autriche) :
  -  Médaille de bronze dans la catégorie des moins de 90 kg (poids moyens).
- Championnats d'Europe 2011 à Istanbul (Turquie) :
  -  Médaille d'or dans la catégorie des moins de 90 kg (poids moyens).
- Championnats d'Europe 2015 à Bakou (Azerbaïdjan) :
  -  Médaille de braonze dans la catégorie des moins de 90 kg (poids moyens).

### Divers
- Juniors / Cadets :

- -  Médaille d'or des championnats d'Europe des moins de 23 ans en 2006 (moins de 100 kg).

- -   Médaille de bronze des championnats d'Europe juniors en 2002 à Rotterdam (moins de 73 kg).

- -  Médaille d'or des championnats d'Europe juniors 2003 (moins de 73 kg).

- -  Médaille d'or des championnats d'Europe cadets en 2003 (moins de 73 kg).

- -  Médaille d'or des Jeux méditerranéens 2009 (moins de 90 kg).

- -  Médaille d'or des Jeux méditerranéens 2005 (moins de 90 kg).